# Pentatlo aeronáutico nos Jogos Mundiais Militares de 2011
As competições de pentatlo aeronáutico nos Jogos Mundiais Militares de 2011 foram disputadas entre os dias 17 e 21 de julho. Os eventos foram realizados na Universidade da Força Aérea, Base Aérea de Santa Cruz, Centro Nacional de Tiro Esportivo Tenente Guilherme Paraense, Círculo Militar, Centro de Treinamento Manoel Gomes Tubino, na cidade do Rio de Janeiro e na Floresta Nacional Mário Xavier na cidade de Seropédica.
Apesar do nome pentatlo, esse esporte consiste em sete modalidades diferentes, com distribuição de três medalhas de ouro. Apenas homens competem neste esporte. As modalidades disputadas são: rally aéreo, tiro esportivo, esgrima, basquete, cross country com obstáculos e orientação. Como prova militar, o pentatlo aeronáutico não faz parte de outros eventos multiesportivos.

## Calendário
| Julho                | 15 | 16 | 17 | 18 | 19 | 20 | 21 | 22 | 23 | 24 |
| -------------------- | -- | -- | -- | -- | -- | -- | -- | -- | -- | -- |
| Pentatlo aeronáutico |    |    | 1  |    |    |    | 2  |    |    |    |

|  | Dia de competição |  | Dia de final |

## Medalhistas
| Evento                    | Ouro                      | Prata                     | Bronze                       |
| Rally aéreo detalhes      | Alexis Palácios · Equador | Gokhan Esen · Turquia     | Markku Vihersalo · Finlândia |
| Individual geral detalhes | Eduardo Utzig · Brasil    | André Kuroswiski · Brasil | Rafael Xavier · Brasil       |
| Equipes detalhes          | Brasil                    | Turquia                   | Finlândia                    |

## Quadro de Medalhas
| Ordem | País      | Medalha de ouro | Medalha de prata | Medalha de bronze | Total |
| ----- | --------- | --------------- | ---------------- | ----------------- | ----- |
| 1     | Brasil    | 2               | 1                | 1                 | 4     |
| 2     | Equador   | 1               |                  |                   | 1     |
| 3     | Finlândia |                 | 1                | 1                 | 2     |
| 3     | Turquia   |                 | 1                | 1                 | 2     |

## Ligações Externas
- «Programação das disputas de pentatlo aeronáutico nos Jogos Mundiais Militares de 2011»